# Seraucourt-le-Grand
Seraucourt-le-Grand è un comune francese di 797 abitanti situato nel dipartimento dell'Aisne della regione dell'Alta Francia.

## Società

### Evoluzione demografica
Abitanti censiti